# A/S Brdr Michaelsen, Hedensted
A/S Brdr. Michaelsen var en dansk produktionsvirksomhed med hovedsæde i Hedensted, der producerede olieregulatorer. Virksomheden beskæftigede mellem 700 og 800 medarbejdere på fabrikken.
Virksomheden blev senere til Karl Dungs A/S, som i 2009 lukkede afdelingen og flyttede aktiviteterne til Tyskland

Virksomheden blev stiftet efter 2. verdenskrig af fabrikanterne Verner Michaelsen, Johannes Michaelsen, Laurits Michaelsen.
Brdr. Michaelsen lægger navn til torv i Hedensted
d. 5 oktober 2018 blev Bytorvet i Hedensted til Brdr. Michaelsens Torv. De tre brødre Verner, Johannes og Laurids Michaelsen havde i perioden 1945-1974 stor betydning for Hedensteds udvikling til industriby. Det har Hedensted kommune nu hædret ved at opkalde torvet i byens centrum efter dem.